# Suso
Jesús Joaquín Fernández Sáez de la Torre, eller bare Suso, er en spansk fodboldspiller, der spiller for Sevilla FC.

## Ungdomskarriere
Han startede som 12-årig i den spanske klub Cadiz, som lå i hans hjemby. Da han i 2010 kom til Liverpool FC, skete det efter han afslog tilbud fra andre storklubber som FC Barcelona og Real Madrid. Det var den daværende Liverpool manager Rafael Benitez der lokkede talentet til England.

## Klubkarriere

### Liverpool FC
Suso kom til Liverpools Akademi i 2010. Men den 19. november 2010 på sin 17-års fødselsdag, skrev han under på sin første professionelle kontrakt. Suso fik sin senior debut den 1. august 2010 i en venskabskamp imod Borussia Mönchengladbach. Suso spillede udover kampen mod Borussia Mönchengladbach kampe for 2. holdet samt for akademiet. Men i 2012 blev han permanent rykket op på senior holdet.
Den 20. september 2012 fik Suso sin officielle senior debut imod BSC Young Boys i Europa League hvor han spillede hele kampen. Blot tre dage efter dette, fik han sin Premier League debut imod Manchester United i et 2-1 nederlag. Han spillede en halvleg, da han erstattede en skadet Fabio Borini i halvlegen. Han spillede over alle forventninger, da han ikke lavede en eneste fejlaflevering, selvom Suso og co. var en mand i undertal. 
Den 19. oktober 2012 skrev Suso under på en langvarig kontrakt med sin nuværende klub.

### Udlån til UD Almeria
Den 12. juli 2013 blev det bekræftet, at Suso havde skrevet under på en lejekontrakt med UD Almería som varede en sæson. 
Han fik sin debut imod Villarreal CF, og spillede en pragtfuld kamp. UD Almería fansne fik sig en smagsprøve på hvad deres nylejede spiller havde at byde på, da han bidrog med 2 assister. Dog endte kampe 3-2 til Villarreal CF.
Den 21. september 2013 scorede Suso sit første mål for holdet imod Levante UD.

## Bøde for Tweet
Den 18. december fik Suso en bøde på £ 10.000 for et homofobisk tweet som han havde skrevet om klubkammeraten José Enrique. Enrique sagde dog selv, at tweetet om ham bare var for sjov, og det bare var lidt drilleri.

## Landsholdet
Suso har spillet på samtlige af de spanske ungdomslandshold, han vandt u/19 europamesterskaberne i 2012 med det spanske u/19 landshold.